# Egon Pearson
Egon Pearson (anglès: Egon Sharpe Pearson)  (Hampstead, 11 d'agost de 1895 - Midhurst, 12 de juny de 1980), CBE FRS, fill de Karl Pearson, va ser, com el seu pare, un destacat estadístic britànic.

## Vida i Obra
Va estudiar a la Winchester School i al Trinity College, Cambridge i va succeir al seu pare com a professor d'Estadística al University College de Londres i com a editor de la revista Biometrika.
És conegut pel desenvolupament del lema de Neyman-Pearson sobre proves d'hipòtesis.
Va ser President de la Royal Statistical Society (1955 – 56) i va guanyar la Medalla Guy d'or el 1955. El 1946 va ser nomenat “Cavaller de l'Imperi Britànic” (CBE).
Va ser triat Fellow de la Royal Society (FRS) el març de 1966. A la seva presentació com a candidat es pot llegir: "Conegut a tot el món com coautor de la teoria de Neyman-Pearson per a proves d'hipòtesis estadístiques, i autor de moltes contribucions importants als problemes d'inferència i metodologia estadística, especialment en el desenvolupament i la utilització del criteri de la raó de versemblança. Ha tingut un paper molt destacat de lideratge en la promoció de les aplicacions dels mètodes estadístics, per exemple, en la indústria així com durant i després de la guerra en l'avaluació i prova d'armes." 

## Publicacions
- J. Neyman; E. S. Pearson. "On the Use and Interpretation of certain Test Criteria for the Purposes of Statistical Inference". Biometrika (1928) 20A (1-2): 175-240 DOI:10.1093/biomet/20A.1-2.175)
- E. S. Pearson. "The History of statistics in the XVIIth and XVIIIth centuries" (1929). Port Jervis, NY: Lubrecht & Cramer Ltd. ISBN 9780028501208.
- J. Neyman; E. S. Pearson. "On the Problem of the Most Efficient Tests of Statistical Hypotheses". Philosophical Transactions of the Royal Society of London. Series A. (1933), 231, 289-337. Londres: Royal Society. URL: http://www.jstor.org/stable/91247
- E. S. Pearson. "The Application of Statistical Methods to Industrial Standardisation and Quality Control". London: British Standards Institution, Publication Department. (1935)[5]
- E. S. Pearson. “Karl Pearson: an appreciation of some aspects of his life and work” (1938) Cambridge: Cambridge University Press.
- Biometrika Trustees. “The Selected Papers of E. S. Pearson”. Cambridge: Cambridge University Press. 1966.
- E. S. Pearson; M. G. Kendall. "Studies in the history of statistics and probability" (1969) Londres: Charles Griffin